# Tribunal de la Couronne

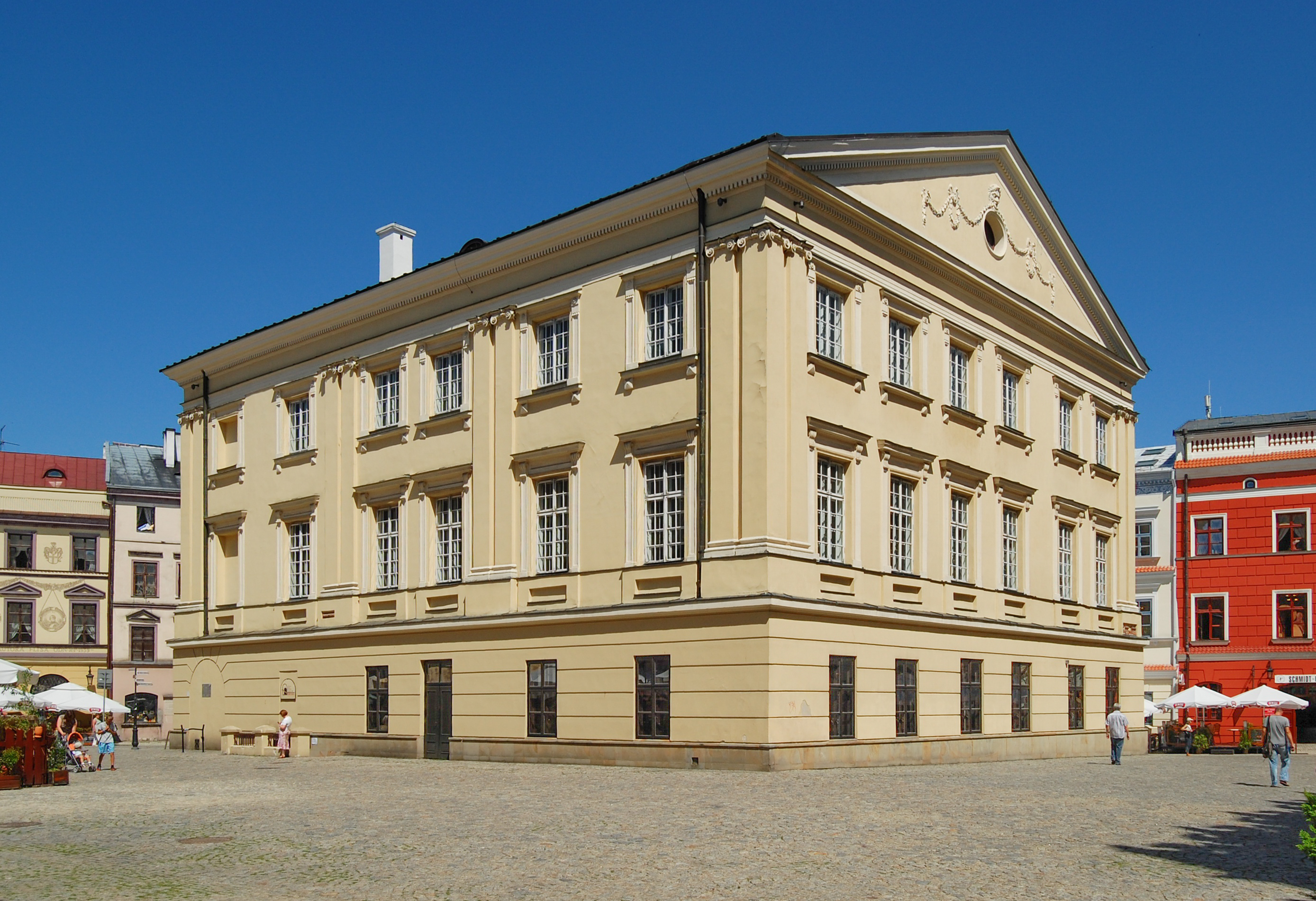
Bâtiment du Tribunal de la Couronne à Lublin.

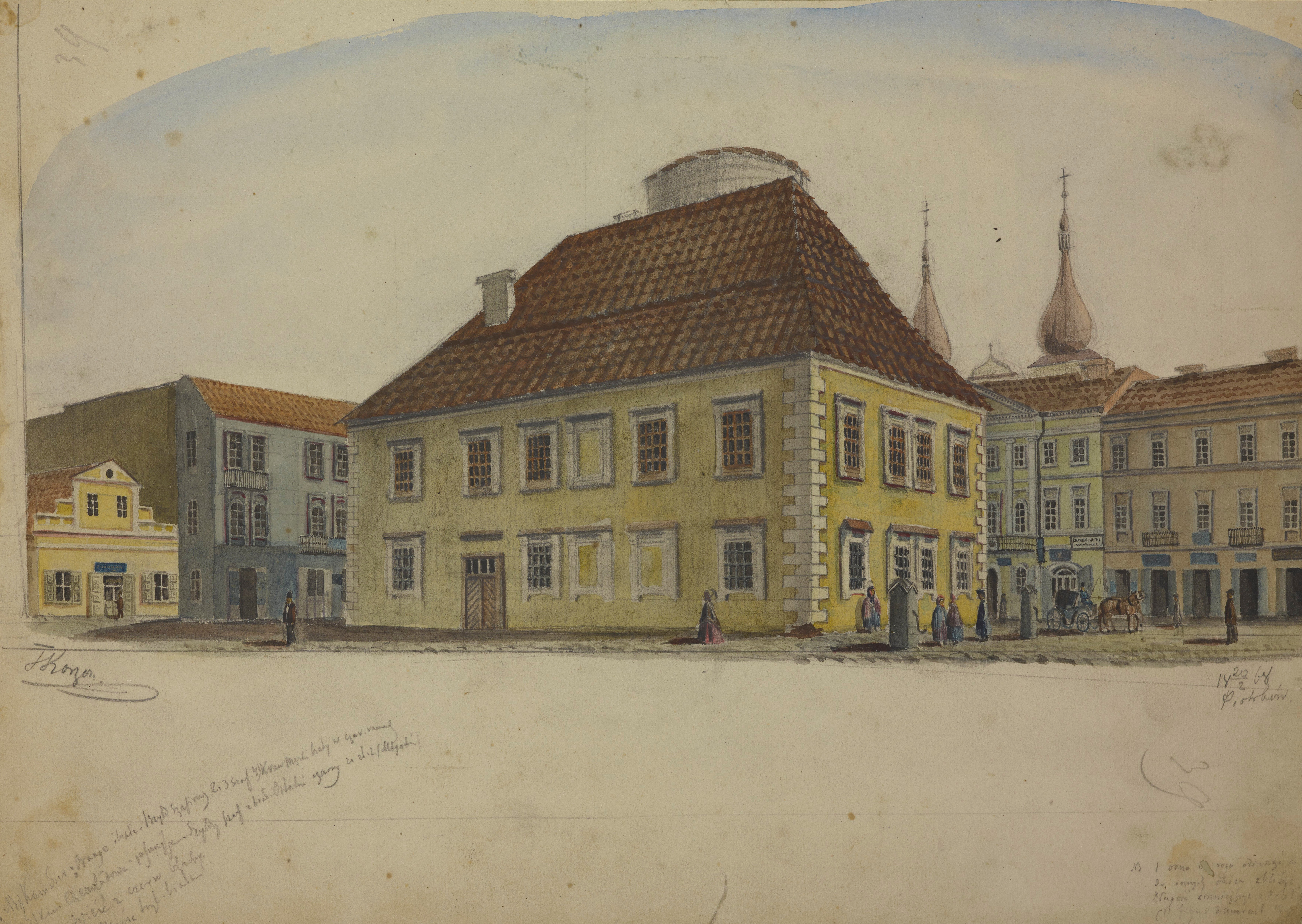
La mairie de Piotrków Trybunalski, où siégeait également le tribunal de Grande-Pologne.

Le Tribunal de la Couronne (en polonais : Trybunał Koronny, latin Iudicium Ordinarium Generale Tribunalis Regni ) était la plus haute cour d'appel de la Couronne du Royaume de Pologne pour la plupart des affaires. Les exceptions concernaient les situations suivantes : si un noble propriétaire terrien était menacé de mort et / ou de la perte de sa propriété, il pouvait faire appel devant le tribunal du Sejm (tribunal du Parlement).
En 1578, le roi Étienne Báthory créa le Tribunal de la Couronne pour réduire l'énorme pression qui pesait alors sur la cour de justice royale. Cette décision eut pour effet de placer une grande partie du pouvoir juridique du monarque entre les mains des députés élus de la szlachta (noblesse), renforçant encore plus cette classe. En 1581, le Tribunal de la Couronne fut doublé par un homologue lituanien, le Tribunal lituanien (Trybunał Litewski).
Le tribunal était composé de 27 députés séculiers élus annuellement parmi la noblesse (szlachta) lors des sessions des sejmiks locaux (diétines) et de 6 députés ecclésiastiques élus par leurs chapitres respectifs. Le tribunal était dirigé par un président du tribunal (prezydent pour le tribunal de la Couronne, prezes pour le tribunal lituanien) et un maréchal (marszałek trybunału). Le maréchal était choisi parmi et par les juges eux-mêmes, et le président s'occupait des affaires ecclésiastiques et était un prêtre de haut rang.
Les deux emplacements principaux du tribunal de la Couronne étaient Piotrków Trybunalski (pour les terres de la Grande Pologne, les sessions y étaient tenues en automne et en hiver) et Lublin (pour les terres de la Petite Pologne, les sessions y étaient tenues au printemps et en été). Jusqu'en 1590, certaines sessions ont eu lieu à Łuck, et à partir de 1764, certaines se sont tenues à Poznań.
Une session du tribunal durait six mois.
Les décisions étaient censées être prises par consensus lors du premier ou du second vote, mais s'il n'y avait pas de consensus, le troisième pouvait être décidé à la majorité simple.
Les tribunaux ont connu de nombreux problèmes depuis leur création, car les juges avaient rarement une formation juridique et étaient essentiellement des politiciens élus chaque année. Avec la dégradation progressive du système politique polonais au début du XVIIIe siècle, la corruption et le népotisme minèrent les tribunaux, qui étaient de plus en plus dépendants des magnats du Sejm. Plusieurs réformes mineures furent entreprises, mais elles n'eurent peu d'effet ; jusqu'à ce que les tribunaux soient finalement soumis à une réforme majeure par le Grand Sejm de 1788-1792. Cependant, ces réformes, ainsi que les tribunaux eux-mêmes, ont été rapidement annulés suite des partages de la Pologne.